# 竹内里奈
竹内 里奈（たけうち りな、 1992年5月25日 - ）は、日本のフリーアナウンサーである。

## 来歴
学生時代、テレビ朝日アスクのアナウンサー養成コースならびに東京アナウンスセミナーに通っていたことがある。またそれとの関連で、BS朝日の番組『News Access』とKDDIのニュースモバイルアプリ『auヘッドライン』に学生キャスターとして出演していた。

## 人物
野菜ソムリエ、防災士、宅地建物取引士の資格を持つ。

## 担当番組

### 学生時代
- News Access （BS朝日） - 学生キャスター

### NHK熊本放送局
- クマロク!（2015年4月 - 2017年12月）
- 熊本地震特設ニュース - キャスター